# علم المواد

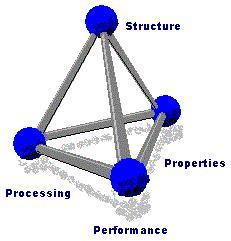
غالباً ما يتضمن رباعي الوجوه الممثل لعلم المواد توصيفاً للمواد في الوسط

عُلُومُ وَهَنْدَسَةُ اَلْمَوَادِ هو تخصص متداخل يتضمن دراسة خواص المواد وتطبيقاتها للعلوم والهندسة. تتضمن علوم المواد حقول من الفيزياء التطبيقية والكيمياء، إضافة للهندسة الكيميائية، هندسة البترول والتعدين، الهندسة الصناعية والهندسة الميكانيكية، الهندسة المدنية والهندسة الكهربائية. يتركز الاهتمام الإعلامي حاليا على أحد تطورات علوم المواد وهو التقانة النانوية. ما زال تدريس هذه العلوم بشكل مستقل في العديد من الجامعات موضع بحث. وتنقسم المواد الهندسية بحسب طبيعتها إلى (أ) الفلزات وسبائكها (ب) الخزفيات و(ج) البوليمرات.
تحدد المواد المستخدمة في كل عصر اسمه، مثلاً العصر الحجري، والعصر البرونزي. ويعتبر علم المواد أحد أقدم أشكال الهندسة والعلوم التطبيقية.
تعتمد دراسة علوم المادة بشكل أساسي على معرفة خصائص كل منها تبعا للمعلومات النظرية أو المخبرية، ويعد هذا المجال من أكثر المجالات الهندسية ارتباطا بالمختبرات العلمية ابتداء من مختبرات الفحص والتقييم إلى مختبرات التصنيع والأفران الحرارية والمجاهر الإلكترونية عاليه الدقة.

## تاريخه وتطوره

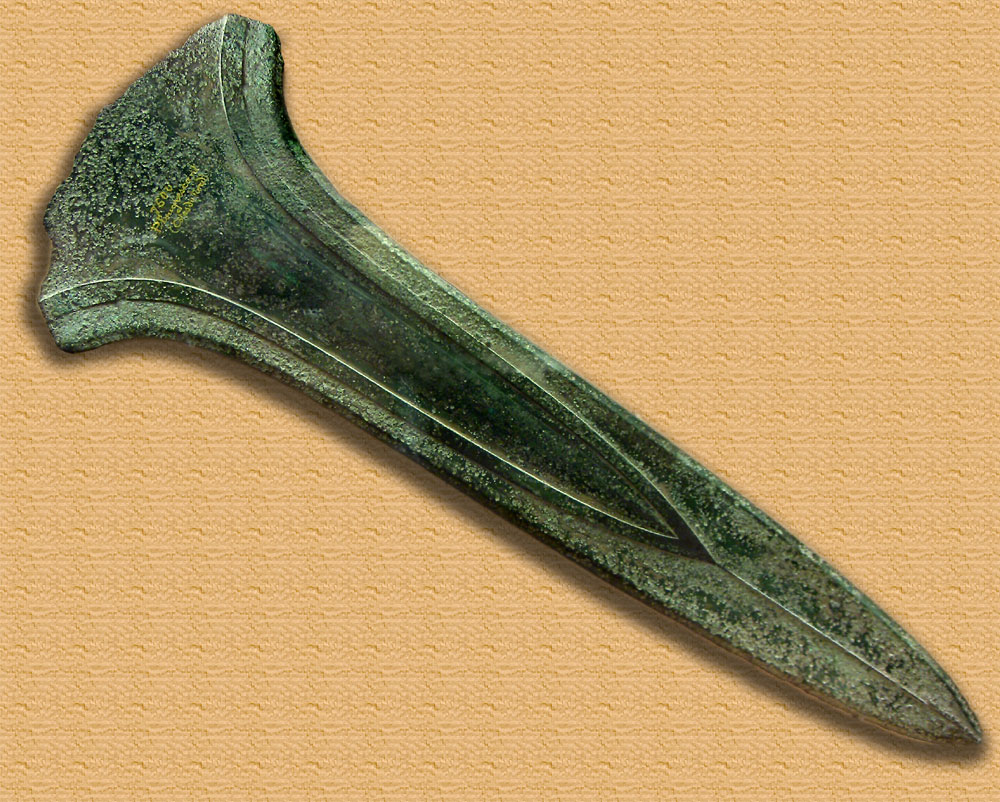
سيف، برونزي، من العصر البرونزي، حوالي 800 قبل الميلاد، متحف الآثار الوطنية، سان جيرمان أون لاي.

برع علماء مسلمون قديماً في هذا العلم وخصوصاً في علم المعادن، ومنهم ابن سينا والذي يعتبر أول من درس وصنّف المعادن، والبيروني مؤلف كتاب «الجاهر في معرفة الجواهر» الذي يتناول علم المعادن، والتيفاشي صاحب كتاب «أزهار الأفكار في جواهر الأحجار» الذي يصف فيه المعادن والأحجار الكريمة، وكذلك ابن الأكفاني مؤلف كتاب «نخب الذخائر في أحوال الجواهر».
وقد تطور علم المواد الحديث من علم الفلزات الذي تطور بدوره من مجال التعدين. وقد حدثت طفرة كبيرة في فهم علوم المواد أثناء القرن التاسع عشر عندما أثبت جوزيه ويلارد قيبس أن الخواص التحريك الحراري للتركيب الذري في مختلف حالات المادة ترتبط بالخواص الفيزيائية للمادة، وقد جاءت الكثير من المواد الجديدة كنتيجة للسباق الفضائي، ومن بينها السبائك المعدنية ومواد الكربون والسيليكون التي تستخدم في بناء مركبات الفضاء، وقد كان علم المواد عاملا دافعا لتطوير تقنيات لمواد أحدثت تغيرات ثورية مثل اللدائن وأشباه الموصلات مثل (السيليكون والأنتيمون).

## أساسياته
في علم المواد، بدلا من البحث بشكل عشوائي عن مواد جديدة ومحاولة استكشاف خواصها، يكون الهدف هو فهم المواد على نحو جوهري حتى يمكن إنشاء مواد جديدة يكون لها الصفات المطلوبة عن طريق اليات تقوية المواد.
ويتضمن أساس علم المواد ربط المواصفات المطلوبة والأداء النسبي لإحدى المواد في نطاق تطبيق معين ببنية الذرات وحالات المادة وذلك من خلال عملية التوصيف. أما أهم العوامل المحددة لبنية المادة وبالتالي خواصها فهي العناصر الكيميائية المكونة لها والطريقة التي تم معالجتها من خلالها للوصول إلى الصورة النهائية. وهذه العوامل إذا تم التعامل معها معا وربطها بقوانين الديناميكا الحرارية، فهي تحكم الهيكل الدقيق (بالإنجليزية: microstructure) للمادة وبالتالي خواصها.

## عيوب المواد
وهناك مقولة قديمة في علم المواد تقول: المواد مثل البشر، عيوبها هي التي تجعلها مثيرة للاهتمام. وتعد صناعة بلورة بدون عيوب لإحدى المواد حاليا غير ممكنة فيزيائيا. وبدلا من ذلك يقوم علماء المواد بالتحكم في العيوب الموجودة في المواد المتبلورة، وهذه العيوب مثل الرواسب وحدود الحبيبات (بالإنجليزية: grain boundaries) والذرات الدخيلة (بالإنجليزية: interstitial atoms) والفجوات (بالإنجليزية: vacancy defect) أو الذرات التعويضية (بالإنجليزية: substitutional atoms)، وذلك من أجل تكوين مواد يكون لها الخواص المطلوبة.
تلعب العيوب دوراً هاماً في خصائص المادة، ويمكن أن يكون تأثيرها على المادة إيجابي أو سلبي؛ فمثلاً تضاف ذرات الكربون إلى الحديد للحصول على خاصيتي الصلابة ومقاومة الصدأ. ومن جهة أخرى تؤثر العيوب على سلوك المادة تحت الخدمة، فقد تكون مسبباً أساسياً في حدوث الفشل والانهيار للمادة.

## هيكل وبنية المواد
وليس لجميع المواد هيكل بلوري منتظم، فاللدائن يبدو عليها درجات مختلفة من التبلور، أما الزجاجيات وبعض أنواع الخزفيات والعديد من المواد الطبيعية فهي لابلورية وليس لديها أي تنظيم طويل المدى في التشكيل الذري، وهذه المواد أصعب كثيرا في معالجتها وتشكيلها أكثر من المواد المتبلورة.

## تقسيم المواد
ويمكن تقسيم المواد إلى أقسام عدة هي: المعادن، اللدائن، الخزفيات والزجاج. وكل قسم له خواصه الفيزيائية والكيميائية المميزة.

## اقرأ أيضا
- تصنيع دقيق
- مادة متعددة الوظائف
- لدونة فائقة

## وصلات خارجية
- محاضرات عن علم المواد